# Патријарх антиохијски Илија IV
Патријарх Илија IV (рођ. Илија Муавад, арап. الياس معوض‎; 1914, село Арсун (Ал-Миттен), Либан - 21. јун 1979, Дамаск) - епископ Антиохијске православне цркве, патријарх антиохијски и свег Истока.

## Биографија
Рођен у селу Арсун (Ал-Миттен) у Либану. Основно образовање и духовно васпитање стекао је у манастиру Светог Ђорђа у Ал-Харфу, а затим у православним школама у Хомсу и Дамаску. У то време на њега је скренуо пажњу антиохијски патријарх Григорије IV (Хадад), коме је постао искушеник.
Године 1934. постао је ипођакон код антиохијског патријарха Александра III (Тахана), а касније га је послао у Халкинску богословску школу, коју је завршио 1939. године.
По повратку у отаџбину постављен је за ректора Баламандске богословије у манастиру Баламанд у Либану и убрзо га је рукоположио за свештеника патријарх антиохијски Александар III (Тахан), а 1941. године је уздигнут у чин архимандрита.
Упоредо са служењем у Антиохијској патријаршији, држао је катедру арапске књижевности у дамаскинској гимназији „Асија“.
1947. године, одлуком Светог синода Антиохијске православне цркве, послат је у Рио де Жанеиро на духовно руковођење православним Арапима који живе у Бразилу.
Године 1950. одлуком Светог синода изабран је за епископа Алепа. Исте године је посвећен за епископа и уздигнут у чин митрополита. Освећењу је началствовао антиохијски патријарх Александар III.
Заступао је Антиохијску православну цркву на првој Свеправославној конференцији, одржаној од 24. септембра до 1. октобра 1961. године на острву Родос, другој Свеправославној конференцији, одржаној 26. септембра – 1. октобра 1963. године на острву Родос, трећој Свеправославној конференцији, одржана од 1. новембра до 15. новембра 1964. и четвртој Свеправославној конференцији, одржана 1968. у Шамбезију, предграђу Женеве.
После смрти антиохијског патријарха Теодосија IV, изабран чувара трона Патријаршијског престола, а Свети Синод га је 27. септембра 1970. изабрао за 165. патријарха Антиохије и целог Истока.
Његовим трудом ојачано је јединство епископата, свештенства и мирјана Антиохијске Цркве, побољшан је квалитет богословског образовања у богословским школама које су припремале кандидате за свештенство, а црквена управа је централизована.
У периоду своје владавине два пута је посетио Руску православну цркву у братској посети, а био је и чест гост представништва Московске Патријаршије у Дамаску. Да би ојачао везе са дијаспором, путовао је у Северну и Јужну Америку. Велику пажњу у арапском свету привукла је Патријархова посета муслиманској конференцији у Лахору у Пакистану, где је одржао обраћање у коме је говорио о палестинском проблему и значају Јерусалима за Арапе – хришћане и муслимане. Говор је изазвао велики одјек и донео популарност патријарху међу муслиманским Арапима, који су почели да га називају „патријархом Арапа“. Такође је напорно радио на решавању либанске кризе.
Говорио је грчки, француски, енглески, португалски, шпански и турски. Познавао је књижевни арапски језик у потпуности и био је даровит беседник. Одликовао се песничким даром, волео је поезију и музику, бавио се преводима са грчког на арапски (превођена су нека дела Св. Романа Мелодисте и Јована Дамаскина). На захтев сиријског Министарства културе написао је књигу „О модерној грчкој поезији“. Превео са енглеског на арапски „Пут до благодати“ и књигу о апостолу Павлу. На основу грчких извора написана је књига „Живот и дела првоапостола Петра и Павла“.
10. јуна 1979. године, на празник Свете Тројице, обавио је последњу патријарашку службу и отишао у патријаршијски Седнајски манастир, где је 21. јуна преминуо од срчаног удара.